# 姥が餅

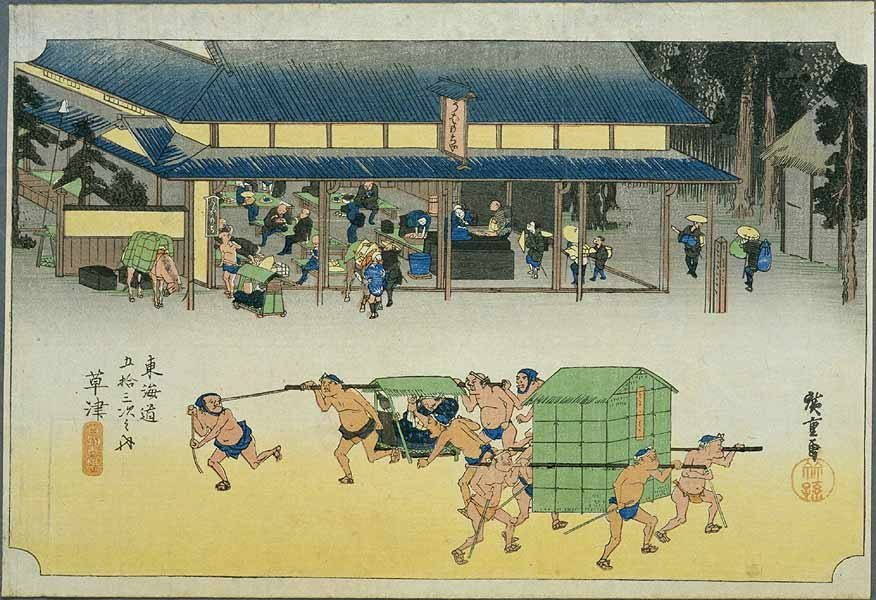
草津宿にある姥が餅の茶屋
歌川広重『東海道五十三次 草津宿』

姥が餅（うばがもち）は滋賀県草津市で製造販売されている和菓子。あんころ餅の一種で、草津宿の茶屋で出され、現在は国道1号沿いに本店を置く。乳房を型どっているのが特徴。

## 来歴

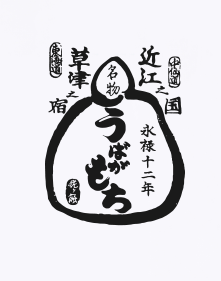
姥が餅のロゴ

姥が餅は永禄年間（1558年-1570年）、織田信長によって滅ぼされた佐々木家義賢の曾孫が「福井との」という乳母に預けられた際、曾孫の養育のため乳母が東海道沿いに餅屋を開き、餅を売ったのが起源とされる。
やがて評判が広がり乳母が作った餅を「姥が餅」と呼ばれ草津宿の名物となった。
数年経て1600年、関ヶ原の戦いで勝利した徳川家康が当時84歳となった乳母の餅を献上され、『養老亭』と書いた3字の額を送った。
松尾芭蕉、与謝蕪村をはじめ多くの著名人が姥が餅の茶屋に寄り、作品や文学の題材になった。